# Majda Jazbec
Majda Jazbec, por. Majda Šoletić, slovenska pevka zabavne glasbe, fotomodel in usnjarka, * okrog 1951
Leta 1970 je postala miss Universe Slovenije (Lepotica 70). Nastopila je na Miss Evrope 1971 v Tunisu. Delala je v tržiškem Peku in leta 1971 nastopila v njegovih tiskanih oglasih.
Bila je prva pevka hrvaške skupine Magazin (še pod imenom Dalmatinski Magazin). Delala je v Pekovi trgovini v Splitu, potem pa je imela svojo obrt izdelave usnjene galanterije.

## Zgodnja leta in izobrazba
Rodila se je kot osmi najstarejši otrok v družini, v kateri je bilo 12 otrok. Eden od njih je umrl pred 1. letom starosti. Odraščala je v Križah pri Tržiču. Pela je v cerkvenem zboru. Sedem let je v tržiški glasbeni šoli obiskovala pouk klavirja. Po končani čevljarski šoli je odšla v tržiški Peko. Leta 1971 je pustila službo in šla študirat angleščino.

## Kariera

### Petje
Leta 1968 je dvanajst večerov pela na gorenjskem sejmu. Takrat je najraje imela sentimentalne popevke, njeni najljubši glasbeniki pa so bili Connie Francis, Tom Jones, Bee Gees in Bele vrane. Kariero je začela v skupini Delial, ambicioznem projektu Janija Goloba z velikim številom članom, ki je namesto popevk ponujal prefinjen jazz in je bil nekakšna kombinacija Mladih levov in Belih vran. Največji hit skupine je bil Zvon ljubezni, ki ga je Golob aranžiral. Jazbečeva je skupino zapustila leta 1971, ko je postala solistka. Novembra leta 1972 je nastopila po Sloveniji na desetih koncertih s Francem Rebernikom, Otom Pestnerjem, New Swing Quartetom in ansamblom Črne vrane. Organizator je bil koncertna poslovalnica Slovenijakoncert. V svoji karieri je nastopala še z New Swing Quartetom, v prvi zasedbi skupine Pepel in kri in v ansamblu Radia Tržič (od leta 1968). Od 1979 do 1982 je bila članica skupine Magazin (takrat še imenovane Dalmatinski magazin). 

### Lepotica 70
Ko je leta 1970 za Pekov prospekt posnela nekaj fotografij, so ji pri Stopu, organizatorju tekmovanja, predlagali prijavo. Zmagala je in se uvrstila na jugoslovanski izbor 15. avgusta v Umagu, kjer je postala 1. spremljevalka in se uvrstila na Miss Evrope 1971. Zmagala je Silvana Kanazir.
Avgusta 1973 je bila ena izmed modelov na Čateški noči, ki so predstavili oblačila za prihodnji dve sezoni.

## Zasebno
Na turneji s skupino Pepel in kri v Rusiji je spoznala glasbenika Stipeta Šoletića. Leta 1975 se je poročila z njim in odšla živet v njegov domači Split. Imata hčer.

## Festivali

### Slovenska popevka
- 1972: Majda Jazbec & Janez Puh - Naj bo mavrica (Bor Gostiša - Peter Arnold - Dečo Žgur)

## Pevska tekmovanja
- 1963: Pokaži, kaj znaš (Križe) – 2. mesto med mlajšimi mladinci[13]
- 1967: Pokaži, kaj znaš (Tržič) – 2. mesto[14]
- 1968: Mladina pred mikrofonom (Kranj) – 2. mesto[15]
- 1971: oddaja Maksimeter (Beograd) – finale[3]

## Diskografija

### Singli
- Ko bom miss sveta (1973) Vinil, 7"

### Kompilacijski albumi
- Popevke sedemdesetih, (Založba Obzorja, Helidon, 2003) COBISS